# Neodexiopsis basalis
Neodexiopsis basalis är en tvåvingeart som först beskrevs av Stein 1898.  Neodexiopsis basalis ingår i släktet Neodexiopsis och familjen husflugor. Inga underarter finns listade i Catalogue of Life.